# Tiffany Espensen
Tiffany Espensen (Lianjiang, 1999. február 10. –) kinai származású amerikai színésznő.
Legismertebb alakítása Cindy a Marvel-moziuniverzumban. Elsőként a 2017-es Pókember: Hazatérés című filmben tűnt fel, ezt követte a Bosszúállók: Végjáték (2019). A fentiek mellett a Kirby Buckets kalandjai című sorozatban is szerepelt.

## Fiatalkora
Espensen 1999-ben született Kínában, majd Robin és Dan Espensen amerikai házaspár örökbe fogadta. Espensen a Liberty Egyetemre járt politológia és vallás szakra.

## Karrier

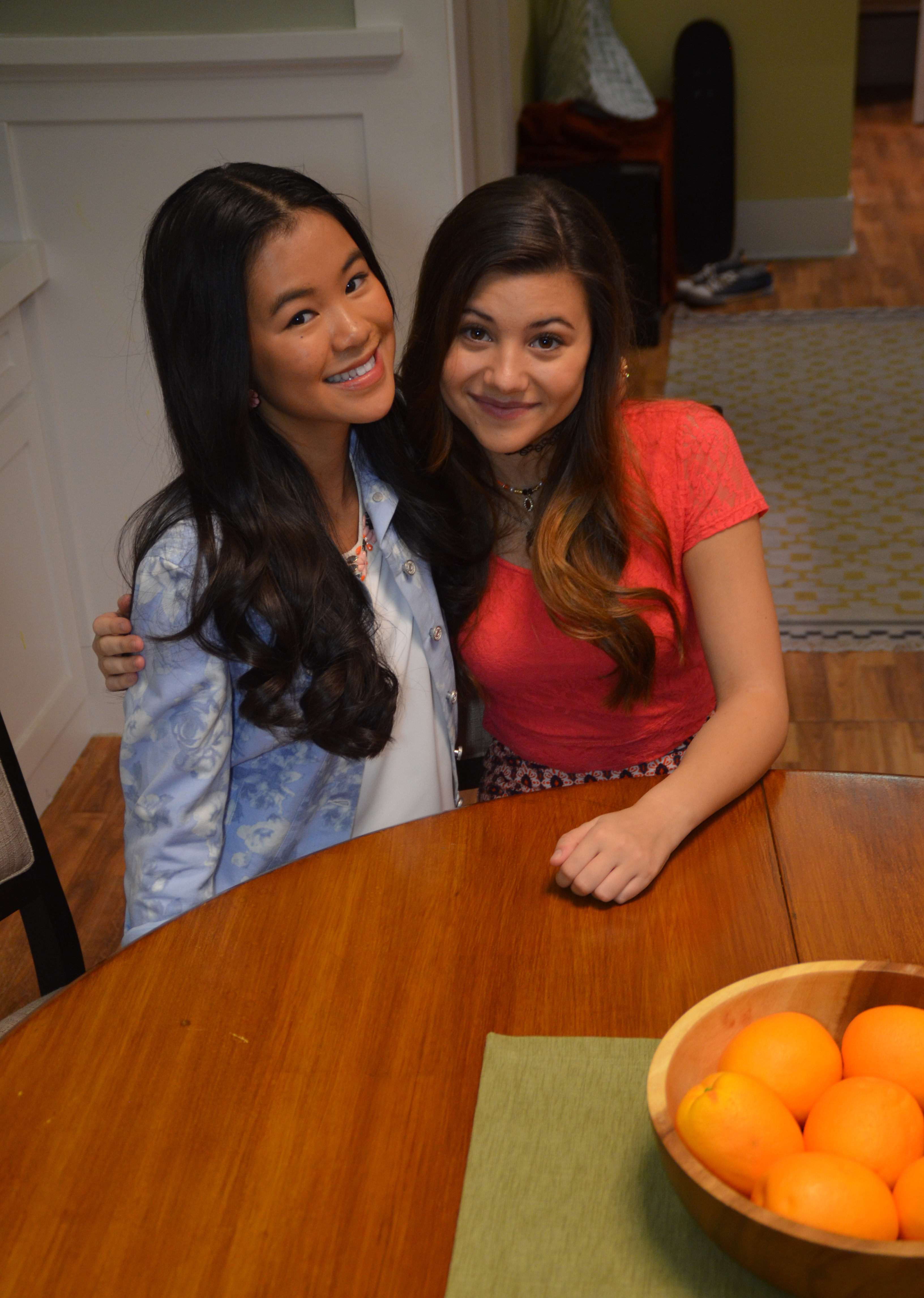
Tiffany Espensen és Olivia Stuck a Kirby Buckets kalandjai című sorozat forgatásán 2014-ben

Espensen epizódszerepekkel kezdte a színészi pályáját, olyan televíziós sorozatokban szerepelt, mint Hannah Montana, True Jackson, VP és Zeke és Luther. 2011-ben főszerepet kapott a Nickelodeon sorozatában, a Bucket és Skinner hősies kalandjaiban (2011–2013), amelyen Ashley Argota karakterének kishúgát, Pipert alakította. Utána 2014-ben szerepet kapott a Disney XD-s Kirby Buckets kalandjai című sorozatban. 2017-ben szerepelt a Pókember: Hazatérés című  játékfilmben, amelyet megismételt a Bosszúállók: Végtelen háború című filmben 2018-ban.

## Filmográfia

### Film
| Év   | Magyar cím                   | Eredeti cím                                 | Szerep          | Magyar hang     |
| ---- | ---------------------------- | ------------------------------------------- | --------------- | --------------- |
| 2019 | Bosszúállók: Végtelen háború | Avengers: Infinity War                      | Cindy           | Nem szólal meg  |
| 2017 |                              | Carving a Life                              | Veronica        |                 |
| 2017 | Pókember: Hazatérés          | Spider-Man: Homecoming                      | Cindy           | Gulás Fanni     |
| 2015 | R.L. Stine's Monsterville    | R.L. Stine's Monsterville: Cabinet of Souls | Nicole          | Berkes Boglárka |
| 2014 |                              | Earth to Echo                               | Charlie         |                 |
| 2014 |                              | Terry the Tomboy                            | Wallaine Rapkin |                 |
| 2011 | Hopp                         | Hop                                         | Alex O'Hare     | Gay Ágota       |
| 2010 | Végrehajtók                  | Repo Men                                    | Kicsi Alva      |                 |

### Televízió
| Év        | Magyar cím                         | Eredeti cím                        | Szerep                  | Megjegyzések                          |
| --------- | ---------------------------------- | ---------------------------------- | ----------------------- | ------------------------------------- |
| 2019–2020 | Alexa & Katie                      | Jessica & Katie                    | Kelly                   | 2 epizód                              |
| 2019      | Az Oroszlán őrség                  | The Lion Guard                     | Rama / Heng Heng (hang) | 4 epizód                              |
| 2018      |                                    | Best.Worst.Weekend.Ever.           | Chloe                   | mellékszereplő                        |
| 2014–2017 | Kirby Buckets kalandjai            | Kirby Buckets                      | Belinda                 | főszereplő magyar hangja Károlyi Lili |
| 2013      | Sok sikert, Charlie!               | Good Luck Charlie                  | Kelly                   | 1 epizód: Teddy választása            |
| 2011–2013 | Bucket és Skinner hősies kalandjai | Bucket & Skinner's Epic Adventures | Piper Peckinpaw         | főszereplő                            |
| 2011      | Doktor House                       | House                              | Sophie                  | 1 epizód: Két történet                |
| 2010      | A kertvárosi gettó                 | The Boondocks                      | Ming Long-Dou (hang)    | 1 epizód: A vörös veszedelem          |
| 2009      | Hazudj, ha tudsz!                  | Lie to Me                          | Isabella                | 1 epizód: Sakk-matt                   |
| 2009      | Zeke és Luther                     | Zeke and Luther                    | Ártatlan lány           | 1 epizód: Szépfiúk                    |
| 2009      | True Jackson, VP                   | True Jackson, VP                   | fiatal Lulu             | 1 epizód: Vissza a suliba             |
| 2008      | NCIS                               | NCIS                               | Amanda Lee              | 1 epizód: Kard                        |
| 2008      | Gyilkos elmék                      | Criminal Minds                     | Samantha                | 1 epizód: Mestermű                    |
| 2007–2011 | Phineas és Ferb                    | Phineas and Ferb                   | Ginger Hirano (hang)    | mellékszereplő                        |
| 2007      | Hannah Montana                     | Hannah Montana                     | Samantha                | 1 epizód: Szívfájdalom                |